# Berliner-Kindl-Schultheiss-Brauerei
Berliner-Kindl-Schultheiss-Brauerei, tidigare Schultheiss-Brauerei är ett bryggeri i Berlin som ägs av Radeberger Gruppe (Dr. Oetker). Bryggeriet har haft en skiftande historia och var under DDR-tiden statsägt som VEB Schultheiss-Brauerei och senare bryggdes Berliner Pilsner.  Här bryggs idag Schultheiss, Berliner Kindl, Potsdamer Rex, Berliner Bürgerbräu och Berliner Pilsner med varianter.